# 11-я стрелковая дивизия

Броневой автомобиль БА-27, стоял на вооружении 11-го моторизованного механизированного батальона (в 1931 году именовался мотомехотряд) 11 лксд.

11-я стрелковая дивизия (11 сд) — формирование (соединение, стрелковая дивизия) стрелковых войск РККА СССР, личный состав принимал участие в охране демаркационной линии в районе Пскова (март — май 1918 года), оборонительных боях Южного фронта против армии Краснова в районе Новохоперск — Борисоглебск (октябрь — декабрь 1918 года), против армии Эстонии и войск Булак-Балаховича в районе Мариенбурга (апреле 1919 года), в обороне Петрограда и наступлении против войск Юденича в районе Пскова (августе 1919 года), на лужско-гдовском, ямбургском, нарвском, двинско-режицком направлениях (октябрь — декабрь 1919 года, январь — февраль 1920 года), в советско-польской войне 1920 года (в Июльской (4—23 июля) и Варшавской (23 июля — 25 августа) операциях (бои в районе рек Нарева, Вислы)), в подавлении кронштадтского восстания (март 1921 года), в советско-финляндской войне (январь — март 1940 года) и Великой Отечественной войне.

## Наименования (годы)
- Псковские отряды (февраль 1918)[1]
- Новосельский отдел Лужского округа завесы (14 марта 1918)[1]
- Новгородский участок (1 апреля 1918)[1]
- Псковская пехотная дивизия (с 21 апреля 1918)[1]
- Лужская пехотная дивизия (с 3 (17[2]) мая 1918)
- 4-я Петроградская стрелковая дивизия (с 31 мая 1918)
- Сводная стрелковая дивизия (с 21 января 1919)
- 11-я стрелковая дивизия (с 1 марта 1919)
- 11-я Петроградская стрелковая дивизия (с 18[2] (21) апреля, 7 августа[1] 1919)
- 11-я Ленинградская стрелковая дивизия (с 6 мая 1924)
- 11-я стрелковая Ленинградская Краснознамённая дивизия (с 29 февраля 1928 — мая — сентябрь 1932)
- 11-я стрелковая дивизия (территориальная) (1932?)
- 11-я стрелковая Ленинградская дивизия (1944)
- 11-я стрелковая Ленинградско-Валгинская дивизия (1944—1945)

## История дивизии
Псковские отряды, созданные для отражения наступления немецких войск в феврале 1918 года, распоряжением, № 12, от 14 марта 1918 года, по Петроградскому району обороны и Северному участку отрядов завесы, были включены в Лужский округ и переформированы в части Новосельского отдела, Лужского округа, а распоряжением № 321, от 1 апреля 1918 года Лужский округ переименован в Новгородский участок. Приказом по Новгородскому участку № 20, от 21 апреля 1918 года, из частей Лужского района и кадров Новгородской пехотной дивизии старой армии началось сформирование Псковской пехотной дивизии, 17 мая 1918 года переименованной в Лужскую пехотную дивизию (приказ по Лужской пехотной дивизии № 37 от 24 мая 1918 года). По другим данным сформирована согласно приказу Высшего Военного Совета № 37 от 3 мая 1918 года из отрядов, охранявших демаркационную линию в районе города Пскова как Лужская пехотная дивизия. Приказом по Новгородскому участку № 65 от 9 июня 1918 года управление участка влилось в управление Лужской пехотной дивизии. Приказом Высшего военного совета № 43, от 31 мая 1918 года она переименовывается в 4-ю Петроградскую пехотную дивизию, 21 января 1919 года — становится Сводной стрелковой дивизией, в состав которой вошли части расформированной 11-й Нижегородской стрелковой дивизии, 1 марта 1919 года — 11-я стрелковая дивизия, в апреле 1919 года выполняла функции штаба Мариенбургской группы войск 15-й армии. Распоряжением штаба 15-й армии, от 7 августа 1919 года, было объявлено о присвоении дивизии наименования 11-й Петроградской.
С апреля 1919 участвовала в боях против белоэстонских войск и банд Булак-Балаховича, затем против войск Юденича в районах городов Пскова, Луги, Гдова и Ямбурга. В январе — феврале 1920 участвовала в Двинско-Режицкой операции, затем в боях против белополяков в районах озёр Сшо, Камень, Ушач, в майском и июльском наступлениях Западного фронта, в Варшавской операции и последующем отходе в Белоруссию. В 1921 году 11 псд участвовала в подавлении Кронштадтского восстания. С декабря 1921 по март 1922 г. участвовал в походе в Северную Карелию по отражению вторжения белофиннов. В 1928 году за боевые заслуги личного состава в Гражданской войне награждена Почётным революционным Красным Знаменем.
В 1930 году в дивизии был сформирован внештатный опытный авиамотодесантный отряд — моторизованная стрелковая часть, по численности приближающаяся к батальону, личный состав которой был подготовлен для выполнения прыжков с парашютом, который стал первой в мире боевой единицей воздушно-десантных войск.
С мая по сентябрь 1932 года на базе 11-й стрелковой Ленинградской Краснознамённой дивизии был сформирован 11-й механизированный корпус РККА, однако стрелковое соединение (дивизия) с таким войсковым номером, в войсках округа, было сохранено, в соответствии с решением Военного совета Ленинградского военного округа (Военсовет ЛВО), от 25 октября 1936 года, так же сохранили и номера стрелковые полки сд. В 1936—1937 годах 11-я стрелковая дивизия, являвшаяся территориальным формированием ЛВО, была переведена на кадровый принцип комплектования. С октября 1939 года стрелковые полки 11 сд получили новую войсковую нумерацию, в соответствии с ней 31-й стрелковый полк стал 219-м, 32-й стрелковый полк — 320-м, 33-й стрелковый полк — 163-м.
В период советско-финляндской войны 1939-40 гг. части 11-й стрелковой дивизии (постоянно дислоцировавшейся в районе города Кингисеппа) принимали участие в боевых действиях на Карельском перешейке, а в 1940 году дивизия была включена в состав 65-го особого стрелкового корпуса, дислоцированного в Эстонии. Части дивизии дислоцировались в городах Нарва, Раквере, Йыхви и Ивангород.
14.06.1941 началась передислокация дивизии в Литву, куда в состав 8-й армии должно было прибыть (вместе с 11-й стрелковой дивизией) и управление 65-го стрелкового корпуса.

## Участие в Великой Отечественной войне
С утра 21.06.1941 части 11-й стрелковой дивизии, перевозимые по железной дороге, начали сосредотачиваться в Литве в районе города Шедувы. До прибытия управления 65-го стрелкового корпуса соединение поступило в подчинение управления 11-го стрелкового корпуса 8-й армии Прибалтийского Особого Военного Округа.
В действующей армии с 22 июня 1941 по 9 мая 1945 года.

### 1941

#### Прибалтийская стратегическая оборонительная операция
На 22.06.1941 дивизия полностью не прибыла, продолжала разгрузку в районе Радвилишкис, Шедува. На 24.06.1941 дивизия (без одного стрелкового полка) с одним артиллерийским полком получила задачу прочно обеспечить левый фланг армии, выдвинувшись в район Цитовяны, обеспечивая от проникновения противника направления на Радвилишкис и Шяуляй. Организовала оборону рубежа Сидеряй, Шиауленай, Гринкишки. К 26.06.1941 в результате авиаудара полностью был разбит 539-й гаубичный артиллерийский полк.
На 04.07.1941 года дивизия после боёв насчитывала в своём составе около 4000 человек и отступала в северном направлении.
Из письма рядового С. И. Шилова к И. В. Сталину, направленного начальнику политуправления Северного фронта 13.08.1941:
«Плохо на передовой снабжают боеприпасами. 7 августа вели бой с противником в течение 3 часов. Во взводе кончились боеприпасы. Я пошёл на командный пункт роты, который был за 600 метров, и спросил командира роты, где наш командир взвода Патрушов. Он мне матом ответил: „Вы его помощник, что меня спрашиваете“. Я повторил: „У нас нет патронов“. Он ответил: „Патроны в обозе, а обоз отсюда в двух километрах. Беги быстрее“. Вот результаты боевых действий 11-й дивизии 220-го полка. В 1-й роте осталось 47 человек всего. Дивизия потерпела поражение ввиду того, что очень плохо работала связь с соседями и не могли своевременно маневрировать на другие позиции. Есть большая неурядица между командным составом, убийства между собой при спорах и ряд есть случаев, когда расстреливают бойцов, которые в панике отступают, видя, что их командиры убегают. Много и ещё творится безобразий, о которых все не напишешь, а вся вина валится на бойцов, то есть как в пословице говорится — стрелочник виноват».

#### Кингисеппско-Лужская оборонительная операция
К 06.07.1941 дивизия сосредоточилась в районе Ракке, Йыгева, составляя резерв армии (исключая один полк, занимавший оборону вместе с частями 10-го стрелкового корпуса на участке от Пярну до озера Выртсъярв). Введена 08.07.1941 в бой в связи с прорывом противника, выдвинулась на автомашинах в Сууре-Яани (17 км севернее Вильянди). К тому времени дивизия была пополнена Вильяндиским истребительным батальоном. К концу июля 1941 года дивизия была разобщена, так 219-й стрелковый полк находился в резерве армии, 163-й стрелковый полк был включён в группу для контрудара в районе Тюри. Остатки дивизии отходили через Нарву по берегу Финского залива, в состав дивизии вошёл Нарвский рабочий полк, затем ведёт бои под Кингисеппом, наступая на него с запада, 20.08.1941 года смогла даже отбить город у врага, но через день вновь его оставила. На конец августа-начало сентября 1941 года занимала оборону на рубеже Порожки-Гостилицы, затем по реке Воронке, прикрывая подступы к Петергофу с запада и юго-запада. К тому времени в 11 сд осталось в строю не более 1500 человек.
05.09.1941 в районе Кернова была сменена частями 5-й бригады морской пехоты.
11.09.1941 заняла оборону на южных подступах к Ленинграду, развернулась на рубеже Кемпелево — Копорская в районе Разбегай.

«Но к исходу дня 15 сентября 1941 года противник перерезал дорогу „Ленинград — Стрельна“ и прорвался к Финскому заливу, продолжая удерживать Старо-Паново в своих руках.

При создавшемся положении части 10-й и 11-й стрелковых дивизий, действующие на правом фланге, оказались отрезанными от основных сил и управления армии и по приказу командующего Ленинградского фронта отошли в подчинение 8-й армии, оборонявшей участок западнее Петергофа — Ораниенбаума».— В. А. Соколов,
«Пулковский рубеж», СПб.: Полрадис, 2002 год.
17.09.1941 дивизия после двухчасового боя начала отход к Старому Петергофу, держит оборону у Старого Петергофа, ведёт безуспешные бои с целью соединения с основными силами Ленинградского фронта в ходе Стрельнинско-Петергофской операции.

### 1942

#### Любанская наступательная операция
В ноябре 1941 года дивизия снята с плацдарма, переправлена в Ленинград, пополнена, а затем в начале января 1942 года по Ладожскому озеру совершила марш в Войбокало.
07.01.1942 года прибыла на Волховский фронт, в район станции Погостье и с 13.01.1942, сменив части 3-й гвардейской стрелковой дивизии наступает на станцию Погостье, ведёт ожесточённые бои за станцию. Дивизия вынесла на себе основную тяжесть боёв начала 1942 года за Погостье, достаточно глубоко вклинившись в оборону противника. Ведёт непрекращающиеся бои у станции, частично попадает в окружение. На 15.02.1942 года в дивизии насчитывалось всего 107 активных штыков, на 11.03.1942 312 активных штыков. К 29.03.1942 части дивизии освобождают Кондуи. Только в мае 1942 года дивизия, неоднократно пополнявшаяся, перешла к обороне.

### 1943

#### Стратегическая наступательная операция по прорыву блокады Ленинграда
В декабре 1942 года дивизия дислоцировалась в районе Гонтовой Липки. В ходе прорыва блокады Ленинграда 12.01.1943 начала наступление вторым эшелоном, но уже 13.01.1943 была введена в бой в районе известной рощи «Круглая» одним полком, а на следующий день и двумя оставшимися полками. С января 1943 года по конец октября 1943 года дивизия вела непрекращающиеся бои под Синявино. Так, с 28.09.1943 по 05.10.1943 года атаковала вместе со 160-й и 267-й штрафными ротами дорогу на Синявино.
В ночь на 30.10.1943 дивизия сдала обороняемый участок другим частям и покинула траншеи на Синявинских высотах, совершила марш через Шлиссельбург на правый берег Невы. 12.11.1943 была погружена в эшелон и вечером того же дня прибыла в Ленинград, погружена на баржи и переправлена на Ораниенбаумский плацдарм, заняла оборону на участке в районе Порожки — Петровское.

### 1944

#### Красносельско-Ропшинская наступательная операция
В ходе Красносельско-Ропшинской операции в январе 1944 года дивизия принимала участие в освобождении Ропши и Волосова. С 23.01.1944 совершает марш по направлению Молосковицы — Ивановское — Веймарн — Сланцы — река Нарва. В первой половине дня 03.02.1944 подошла к реке, в ночь на 04.02.1944 с ходу форсировала её в районе села Скарьятина Гора, захватив плацдарм.

#### Нарвская наступательная операция
Дивизия ведёт бои под Нарвой до июля 1944 года, после чего принимает участие в Нарвской наступательной операции, затем передана в состав 1-й ударной армии.

#### Рижская наступательная операция
В ходе Рижской наступательной операции наступает на Валга, отличилась при взятии города, также освобождала город Тырва, вышла к Риге с северо-запада.

### 1945

#### Курляндская наступательная операция
После Рижской операции до конца войны дивизия ведёт бои с курляндской группировкой противника. На 30.04.1945 находилась на рубеже Менгравиль, Яцы, сменена частями 85-й стрелковой дивизии
С сентября 1945 включена в состав Харьковского военного округа.

## В составе
| Дата                       | Фронт (округ)                                                 | Армия             | Корпус                             | Примечания |
| -------------------------- | ------------------------------------------------------------- | ----------------- | ---------------------------------- | ---------- |
| май — июль 1918            | Северный участок отрядов завесы и Петроградский район обороны | —                 | —                                  | —          |
| июль — сентябрь 1918       | Ярославский военный округ (ЯВО)                               | —                 | —                                  | —          |
| сентябрь — октябрь 1918    | Приволжский военный округ (ПриВО)                             | —                 | —                                  | —          |
| октябрь 1918 — январь 1919 | —                                                             | 5-я армия         | —                                  | —          |
| январь — февраль 1919      | —                                                             | 9-я армия         | —                                  | —          |
| февраль — май 1919         | Западный фронт                                                | —                 | —                                  | —          |
| май 1919 — декабрь 1920    | —                                                             | 15-я армия        | —                                  | —          |
| декабрь 1920 — март 1921   | Петроградский военный округ                                   | —                 | —                                  | —          |
| март — апрель 1921         | —                                                             | 7-я армия         | —                                  | —          |
| 04.1921 — 6 июня 1940      | Ленинградский военный округ                                   | —                 | —                                  | —          |
| 6 июня 1940 — 22.06.1941   | Прибалтийский особый военный округ (ПрибОВО)                  | —                 | 65-й особый стрелковый корпус      | —          |
| 22.06.1941 года            | Северо-Западный фронт                                         | 8-я армия         | 11-й стрелковый корпус             | —          |
| 22.06.1941 года            | Северо-Западный фронт                                         | 8-я армия         | 11-й стрелковый корпус             | —          |
| 01.07.1941 года            | Северо-Западный фронт                                         | 11-я армия        | 10-й стрелковый корпус             | —          |
| 10.07.1941 года            | Северо-Западный фронт                                         | 8-я армия         | —                                  | —          |
| 01.08.1941 года            | Северный фронт                                                | 8-я армия         | 10-й стрелковый корпус             | —          |
| 01.09.1941 года            | Ленинградский фронт                                           | 8-я армия         | —                                  | —          |
| 01.10.1941 года            | Ленинградский фронт                                           | 8-я армия         | 19-й стрелковый корпус             | —          |
| 01.11.1941 года            | Ленинградский фронт                                           | 8-я армия         | —                                  | —          |
| 01.12.1941 года            | Ленинградский фронт                                           | 55-я армия        | —                                  | —          |
| 01.01.1942 года            | Ленинградский фронт                                           | 55-я армия        | —                                  | —          |
| 01.02.1942 года            | Ленинградский фронт                                           | 54-я армия        | —                                  | —          |
| 01.03.1942 года            | Ленинградский фронт                                           | 54-я армия        | —                                  | —          |
| 01.04.1942 года            | Ленинградский фронт                                           | 54-я армия        | —                                  | —          |
| 01.05.1942 года            | Ленинградский фронт (Группа войск Волховского направления)    | 54-я армия        | —                                  | —          |
| 01.06.1942 года            | Ленинградский фронт (Волховская группа войск)                 | 54-я армия        | —                                  | —          |
| 01.07.1942 года            | Волховский фронт                                              | 54-я армия        | —                                  | —          |
| 01.08.1942 года            | Волховский фронт                                              | 54-я армия        | —                                  | —          |
| 01.09.1942 года            | Волховский фронт                                              | 8-я армия         | —                                  | —          |
| 01.10.1942 года            | Волховский фронт                                              | 8-я армия         | —                                  | —          |
| 01.11.1942 года            | Волховский фронт                                              | 8-я армия         | —                                  | —          |
| 01.12.1942 года            | Волховский фронт                                              | 8-я армия         | —                                  | —          |
| 01.01.1943 года            | Волховский фронт                                              | 2-я ударная армия | —                                  | —          |
| 01.02.1943 года            | Волховский фронт                                              | 2-я ударная армия | —                                  | —          |
| 01.03.1943 года            | Ленинградский фронт                                           | 2-я ударная армия | —                                  | —          |
| 01.04.1943 года            | Волховский фронт                                              | 2-я ударная армия | —                                  | —          |
| 01.05.1943 года            | Ленинградский фронт                                           | 2-я ударная армия | —                                  | —          |
| 01.06.1943 года            | Ленинградский фронт                                           | 2-я ударная армия | —                                  | —          |
| 01.07.1943 года            | Ленинградский фронт                                           | 2-я ударная армия | 43-й стрелковый корпус             | —          |
| 01.08.1943 года            | Ленинградский фронт                                           | 67-я армия        | 43-й стрелковый корпус             | —          |
| 01.09.1943 года            | Ленинградский фронт                                           | 67-я армия        | 43-й стрелковый корпус             | —          |
| 01.10.1943 года            | Ленинградский фронт                                           | 67-я армия        | 43-й стрелковый корпус             | —          |
| 01.11.1943 года            | Ленинградский фронт                                           | 67-я армия        | —                                  | —          |
| 01.12.1943 года            | Ленинградский фронт                                           | 2-я ударная армия | —                                  | —          |
| 01.01.1944 года            | Ленинградский фронт                                           | 2-я ударная армия | 122-й стрелковый корпус            | —          |
| 01.02.1944 года            | Ленинградский фронт                                           | 2-я ударная армия | 122-й стрелковый корпус            | —          |
| 01.03.1944 года            | Ленинградский фронт                                           | 59-я армия        | 122-й стрелковый корпус            | —          |
| 01.04.1944 года            | Ленинградский фронт                                           | 8-я армия         | 122-й стрелковый корпус            | —          |
| 01.05.1944 года            | Ленинградский фронт                                           | 8-я армия         | 112-й стрелковый корпус            | —          |
| 01.06.1944 года            | Ленинградский фронт                                           | 8-я армия         | 112-й стрелковый корпус            | —          |
| 01.07.1944 года            | Ленинградский фронт                                           | 8-я армия         | 112-й стрелковый корпус            | —          |
| 01.08.1944 года            | Ленинградский фронт                                           | 8-я армия         | 112-й стрелковый корпус            | —          |
| 01.09.1944 года            | 3-й Прибалтийский фронт                                       | —                 | —                                  | —          |
| 01.10.1944 года            | 3-й Прибалтийский фронт                                       | 1-я ударная армия | 123-й стрелковый корпус            | —          |
| 01.11.1944 года            | 2-й Прибалтийский фронт                                       | 42-я армия        | 123-й стрелковый корпус            | —          |
| 01.12.1944 года            | 2-й Прибалтийский фронт                                       | 42-я армия        | 124-й стрелковый корпус            | —          |
| 01.01.1945 года            | 2-й Прибалтийский фронт                                       | 42-я армия        | 14-й гвардейский стрелковый корпус | —          |
| 01.02.1945 года            | 2-й Прибалтийский фронт                                       | 42-я армия        | 83-й стрелковый корпус             | —          |
| 01.03.1945 года            | 2-й Прибалтийский фронт                                       | 22-я армия        | 100-й стрелковый корпус            | —          |
| 01.04.1945 года            | Ленинградский фронт (Курляндская группа войск)                | 22-я армия        | 14-й гвардейский стрелковый корпус | —          |
| 01.05.1945 года            | Ленинградский фронт (Курляндская группа войск)                | 42-я армия        | 14-й гвардейский стрелковый корпус | —          |

## Состав
На март 1932 года, содержалась по штатам № 4/35, 37-39, 41-44:
- управление
- 11-й кавалерийский эскадрон
- 11-я химическая рота
- 11-я сапёрная рота
- 11-й мотомехбатальон (В 1931 году именовался мотомехотряд)
  - 15 танкеток, 12 броневых машин БА-27, 132-е автомашины, 19 мотоциклов
- противотанковая рота
- зенитная батарея
- автотранспортная рота
- автомастерские
- батальон связи
- 31-й стрелковый полк имени Урицкого
- 32-й стрелковый полк имени Володарского
- 33-й стрелковый полк имени Воскова
- 11-й артиллерийский полк
- и другие части[2].

С октября 1939 года (дислокация):
- управление (Кингисепп, военный городок Касколовка)
- 219-й стрелковый полк ()
- 320-й стрелковый полк (город Сланцы, Ленинградская область)
- 163-й стрелковый полк (деревня Остров)
- сапёрный батальон (деревня Остров)

На 9 мая 1945 года:
- управление (штаб)
- 163-й стрелковый полк
- 219-й стрелковый полк
- 320-й стрелковый полк
- 72-й лёгкий артиллерийский полк
- 539-й гаубичный артиллерийский полк (до 05.10.1941)
- 11-й отдельный истребительно-противотанковый дивизион (до 15.09.1941 и с 23.12.1942)
- 325-й отдельный зенитный артиллерийский дивизион (с 27.12.1941 335-я отдельная зенитная батарея)
- 33-я отдельная разведывательная рота
- 26-й отдельный сапёрный батальон
- 87-й отдельный батальон связи (87-я отдельная рота связи)
- 94-й медико-санитарный батальон
- 9-я отдельная рота химический защиты
- 60-я ремонтно-восстановительная рота
- 23-й автотранспортный батальон
- 123-я автотранспортная рота
- 39-я (13-я) полевая хлебопекарня
- 87-й дивизионный ветеринарный лазарет
- 111-я полевая почтовая станция
- 186-я полевая касса Госбанка

Периоды вхождения в состав Действующей армии:
- 22 июня 1941 года — 9 мая 1945 года.

Перечень № 5 Стрелковых, горнострелковых, мотострелковых и моторизованных дивизий, входивших в состав действующей армии в годы Великой Отечественной войны 1941—1945 гг. / А. П. Покровский. — М.: Министерство обороны, 1956. — 218 с.

## Командиры
- Шереметьев, Константин Иванович (03.05.1918 — 09.06.1918)
- Милютин Б. В. (09.06.1918 — 13.06.1918)
- Мартынов, Евгений Николаевич (13.06.1918 — 03.08.1918)
- Кеппен, Артемий Георгиевич (03.08.1918 — 20.08.1918)
- Поликарпов М. А. (20.08.1918 — 02.10.1918) временно исполняющий должность (ВрИД)
- Любушкин М. С. (02.10.1918 — 10.04.1919)
- Скоробогач А. Г. (10.04.1919 — 19.06.1919)
- Мангул, Густав Генрихович (19.06.1919 — 15.07.1919)
- Роденко, Григорий Матвеевич (15.07.1919 — 24.07.1919)
- Нацвалов, Александр Георгиевич (24.07.1919 — 12.02.1920)
- Симонов М. К. (12.02.1920 — 19.08.1920) врид
- Мариинский В. П. (19.08.1920 — 15.07.1921)
- Смолин, Иван Иванович (07.1921 — 07.1923)
- Колчигин, Богдан Константинович (08.03.1922 — 05.1922) видимо, врио
- Рейтер, Макс Андреевич (09.1923 — 10.1924) врио
- Туровский, Семён Абрамович — (01.05.1927— 1928)
- Пашковский, Константин Казимирович (01.1931 — 10.07.1931)
- Чайковский, Касьян Александрович (10.07.1931 — 09.1932)[5]
- Ткачёв, Марк Львович (22.03.1936 — 14.07.1936), комбриг[6]
- Егоров, Павел Григорьевич (14.07.1936 — 04.1937), комбриг
- Попов, Матвей Тимофеевич (19.06.1937 — 29.09.1937) комбриг
- Бакунин, Фёдор Алексеевич (16.03.1938 — 02.1939), комбриг
- Борисов, Пётр Павлович (17.02.1939 — 05.02.1940), комбриг
- Соколов, Николай Александрович (04.02.1940 — 21.09.1941), полковник, с 04.06.1940 генерал-майор
- Щербаков, Владимир Иванович (27.09.1941 — 06.03.1942), генерал-майор
- Грибов, Иван Владимирович (06.03.1942 — 12.11.1942), полковник
- Марченко, Евстафий Иванович (12.11.1942 — 17.01.1943), полковник
- Вержбицкий, Виктор Антонович (18.01.1943 — 13.03.1943), полковник
- Барабошкин, Алексей Павлович (14.03.1943 — 10.07.1943), полковник
- Шкель, Владимир Иванович (11.07.1943 — 02.1946), полковник.

## Награды и наименования
| Знак отличия (наименование)           | Дата                                   | За что награждена |
| ------------------------------------- | -------------------------------------- | --- |
| Почётное наименование «Петроградская» | (Приказ РВСР № 682 от 18.04.1921)      | — |
| Почётное наименование «Ленинградская» | (Приказ РВСР № 2797/559 от 13.12.1920) | в связи с переименованием военного округа |
| Почётное Революционное Красное Знамя  | 29.02.1928                             | награждена постановлением Президиума Центрального Исполнительного Комитета СССР от 29 февраля 1928 года в ознаменвание десятилетия РККА и отмечая боевые заслуги на различных фронтах гражданской войны, начиная с 1918—1919 года. |
| Почётное наименование «Ленинградская» | 11.06.1944                             | за мужество и героизм личного состава проявленный при защите Ленинграда |
| Почётное наименование «Валгинская»    | 19.09.1944                             | присвоено приказом Верховного Главнокомандующего № 188 от 19 сентября 1944 года в ознаменование одержанной победы и отличие в боях при освобождении города Валга                                                                   |

## Отличившиеся воины дивизии
| Награда | Ф. И. О.                   | Должность                                                                     | Звание          | Дата награждения      | Примечания                     |
| ------- | -------------------------- | ----------------------------------------------------------------------------- | --------------- | --------------------- | ------------------------------ |
|         | Борисов, Пётр Павлович     | Командир дивизии                                                              | комбриг         | 20.05.1940, посмертно | погиб 05.02.1940, в Питкяранта |
|         | Оргин, Константин Петрович | Первый номер станкового пулемёта 3-й пулемётной роты 219-го стрелкового полка | младший сержант | 05.10.1944            | —                              |

## Память
- Музей боевой славы школы № 458 г. Санкт-Петербурга

## Газета
Выходила газета «Красное Знамя». Редактор — майор Савельев Фёдор Иванович (1906-?)